# Odiosa Natureza Humana
Odiosa Natureza Humana é o quinto álbum de estúdio da banda brasileira Matanza.

## Faixas
| N.º | Título                       | Música       | Duração |  |
| 1.  | "Remédios Demais"            | Marco Donida | 2:24    |  |
| 2.  | "Em Respeito Ao Vício"       | Marco Donida | 2:44    |  |
| 3.  | "Ela Não Me Perdoou"         | Marco Donida | 3:34    |  |
| 4.  | "Escárnio"                   | Marco Donida | 2:36    |  |
| 5.  | "Tudo Errado"                | Marco Donida | 2:42    |  |
| 6.  | "Saco Cheio e Mau Humor"     | Marco Donida | 3:30    |  |
| 7.  | "Odiosa Natureza Humana"     | Marco Donida | 2:44    |  |
| 8.  | "Carvão, Enxofre e Salitre"  | Marco Donida | 3:02    |  |
| 9.  | "Amigo Nenhum"               | Marco Donida | 3:29    |  |
| 10. | "Conforme Disseram As Vozes" | Marco Donida | 2:43    |  |
| 11. | "Melhor Sem Você"            | Marco Donida | 2:34    |  |
| 12. | "A Menor Paciência"          | Marco Donida | 4:15    |  |
| 13. | "O Bebum Acabado"            | Marco Donida | 2:38    |  |